# Amaradia
De Amaradia is een 101 kilometer lange rivier in het zuidwesten van Roemenië. De rivier heeft een stroomgebied van 876 km². De Amaradia ontspringt in het Parânggebergte en stroomt door de Subkarpaten van het Gorj. De rivier mondt bij Craiova uit in de Jiu, die weer in de Donau uitmondt.